# Теорема Купманса
Теорема Купманса (англ. Koopmans’ theorem) —
- 1. У квантовій хімії — теорема, що пов'язує експериментально визначений потенціал іонізації з енергетичними рівнями молекулярних орбіталей. Вона стверджує, що потенціал іонізації, необхідний для вилучення електрона з орбіталі, дорівнює від'ємному значенню енергії цієї орбіталі, порахованою в наближенні Гартрі — Фока. Теорему не можна застосовувати до локалізованих орбіталей, які не є власними функціями ефективного гамільтоніана.

- 2. У найпростішому випадку — перший потенціал йонізації молекули дорівнює взятій з оберненим знаком енергії найвищої зайнятої молекулярної орбіталі.